# 小杰尔
小杰尔（匈牙利語：Kisgyőr）是匈牙利包尔绍德-奥包乌伊-曾普伦州所辖的一个村。总面积71.13平方公里，总人口1691，人口密度23.8人/平方公里（2011年1月1日）。